# 汚名返上 at YOKOHAMA ARENA
『汚名返上 at YOKOHAMA ARENA』（おめいへんじょう・アット・よこはまアリーナ）は、2021年9月12日に横浜アリーナで開催された日本のヒップホップMC、ZORNのワンマンライブ及び、2021年12月24日に発売されたZORNの映像作品（DVD）。セルフカバー・アルバム『Tuxedo』と同時発売。
DVDは生産限定盤と通常盤が存在し、生産限定盤にはドキュメンタリー映像とミュージック・ビデオの映像を収録したボーナスディスク、ライブ前後の写真を掲載した24ページのブックレットが付属した。

## 公演

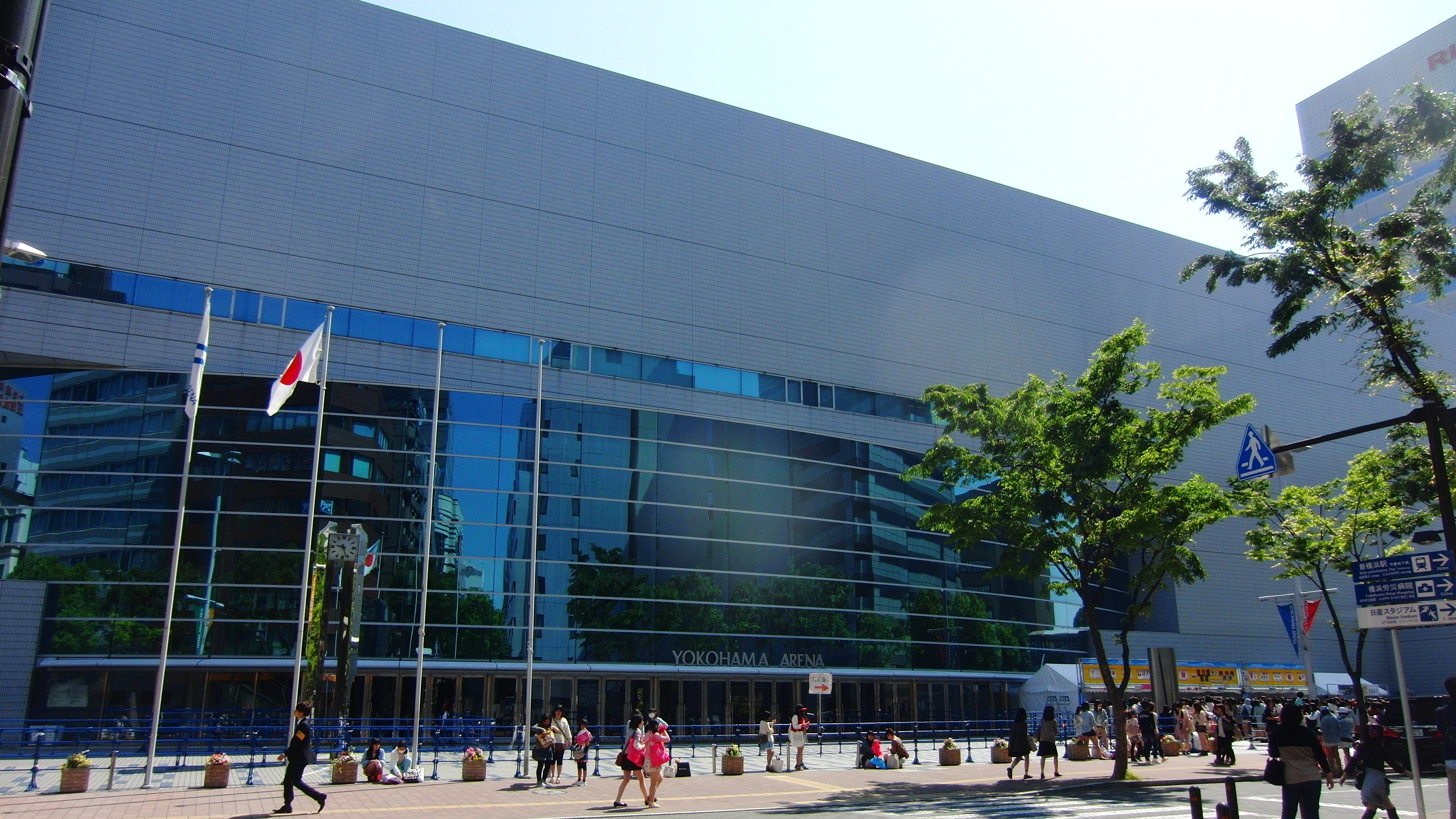
会場となった横浜アリーナ。

ZORNにとって初となる横浜アリーナでのワンマンライブである。2021年1月に開催されたワンマンライブ『My Life at 日本武道館』で横浜アリーナでの公演をZORNが宣言しており、実現する形での開催となった。本公演は新型コロナウイルスの感染拡大を徹底した上でライブは行われた。当初ツアーのタイトルは「無題」であったが、ライブ中にZORNが「汚名返上」に変更することを発表している。
公演は3部構成となっており、2021年の8月に発売したミニ・アルバム『925』の収録曲を中心とした第1部、オーケストラをバックに過去の楽曲が披露された第2部、OZROSAURUSのMACCHOとのコラボなどが披露された第3部で構成された。

## 収録内容
| #   | タイトル                                      | 作詞 | 作曲・編曲 |
| --- | --------------------------------------------- | ---- | ---------- |
| 1.  | 「Lost」                                      |      |            |
| 2.  | 「Keep It Real」                              |      |            |
| 3.  | 「Bars Wars」                                 |      |            |
| 4.  | 「Shinkoiwa」                                 |      |            |
| 5.  | 「No Pain No Gain」                           |      |            |
| 6.  | 「百千万（Remix）」                           |      |            |
| 7.  | 「Kill 'Em All」                              |      |            |
| 8.  | 「Wonder Infinity」                           |      |            |
| 9.  | 「Life Story」                                |      |            |
| 10. | 「Walk This Way」                             |      |            |
| 11. | 「Don't Look Back」                           |      |            |
| 12. | 「Saves Me」                                  |      |            |
| 13. | 「In」                                        |      |            |
| 14. | 「Love Yourself」                             |      |            |
| 15. | 「かんおけ」                                  |      |            |
| 16. | 「新しい日々」                                |      |            |
| 17. | 「シャウエッセン」                            |      |            |
| 18. | 「Letter」                                    |      |            |
| 19. | 「My Love」                                   |      |            |
| 20. | 「葛飾ラップソディー」                        |      |            |
| 21. | 「柴又の夕焼け」                              |      |            |
| 22. | 「奮エテ眠レ」                                |      |            |
| 23. | 「My life」                                   |      |            |
| 24. | 「家庭の事情」                                |      |            |
| 25. | 「My Love」                                   |      |            |
| 26. | 「AREA AREA（Remix）feat. ZORN / OZROSAURUS」 |      |            |
| 27. | 「Rep feat. MACCHO」                          |      |            |
| 28. | 「Rewind feat. ZORN / OZROSAURUS」            |      |            |
| 29. | 「Evergreen」                                 |      |            |
| 30. | 「All My Homies」                             |      |            |
| 31. | 「Stay Gold」                                 |      |            |

## チャート
| チャート                              | 最高順位 | 出典        |
| ------------------------------------- | -------- | ----------- |
| オリコン週間DVDランキング             | 15       | [ 4 ] [ 5 ] |
| オリコン週間ミュージックDVDランキング | 6        | [ 6 ]       |